# FEZF1
FEZF1‏ (FEZ family zinc finger 1) هوَ بروتين يُشَفر بواسطة جين FEZF1 في الإنسان.